# Peter Lely

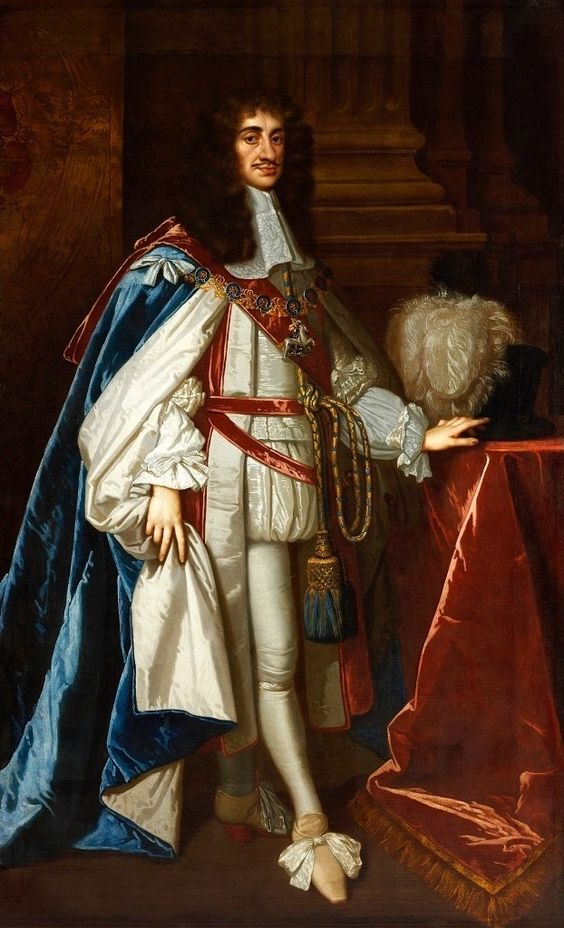
Portret Karola II Stuarta (1670), Zamek Królewski w Warszawie

Peter Lely, właśc. Pieter van der Faes (ur. 14 września 1618 w Soest, zm. 30 listopada 1680 w Londynie) – angielski malarz, rysownik i kolekcjoner okresu baroku pochodzący z Holandii.
Dzieciństwo spędził w Hadze. W 1637 uczył się u Fransa de Grebbera w Haarlemie. W 1641 wyjechał do Anglii, gdzie zdobył pozycję czołowego portrecisty arystokracji i dworu królewskiego. 
Malował portrety, obrazy rodzajowe i mitologiczne oraz pejzaże. Pozostawał pod wpływem Antona van Dycka.

## Wybrane dzieła
- Admirałowie (cykl 12 portretów) – Londyn, National Maritime Museum,
- Artysta z wiolą – Londyn, Courtauld Institute,
- Dwie kobiety z rodziny Lake (ok. 1660) – Londyn, Tate Gallery,
- Elżbieta, hrabina Kildare (ok. 1679) – Londyn, Tate Gallery,
- Everhard Jabach – Kolonia, Wallraf-Richartz-Museum,
- Frans Mercurius van Helmont (1770–1771) – Londyn, Tate Gallery,
- Nimfy śpiace koło fontanny – Londyn, Dulwich Picture Gallery,
- Piękności Windsoru (cykl) (1662–1965) – Londyn, Hampton Court Palace,
- Portret kobiety (II poł. XVII w.) - Kraków, Zamek Królewski na Wawelu,
- Portret Karola II Stuarta (1670) - Zamek Królewski w Warszawie,
- Portret lady Penelope Spencer – Minneapolis, Institute of Arts,
- Próba ognia (1640–1960) – St. Petersburg, Ermitaż.